# Wildboyz
Wildboyz, ou Fou raide ! au Québec, est une émission de télévision américaine en 32 épisodes d'environ une vingtaine de minutes créée par Jeff Tremaine, Chris Pontius et Steve-O, et diffusée entre le 26 octobre 2003 et le 13 juin 2004 sur MTV, et entre le 11 mars 2005 et le 24 février 2006 sur MTV2.
Au Québec, l'émission est diffusée à partir du 2 mai 2005 à MusiquePlus.

## Synopsis
L'émission suit Chris Pontius et Steve-O, membres de la bande de Jackass, à la rencontre d'animaux sauvages.

## Titre
« Wildboyz » peut se traduire par « garçons sauvages », ou « gars de la jungle ».

## Épisodes

### Saison 1 (2003)
1. Afrique du sud
2. Alaska
3. Floride
4. Australie
5. Afrique du Sud 1
6. Alaska 2
7. Nouvelle-Zélande
8. Belize

### Saison 2 (2004)
1. Inde
2. Brésil
3. Kenya
4. Costa Rica
5. Australie 2
6. Floride
7. Afrique de l'est
8. Indonésie

### Saison 3 (2005)
1. Louisiane
2. Inde 2
3. Indonésie 2
4. Brésil 2
5. Kenya 2
6. Inde 3
7. Deep South
8. Mexique

### Saison 4 (2006)
1. Argentine
2. Thaïlande
3. Russie
4. Californie
5. Mexique 2
6. Argentine 2
7. Thailande 2
8. Russie 2